# Eurovision Song Contest 2003
Il quarantottesimo Eurovision Song Contest si tenne a Riga (Lettonia) il 24 maggio 2003.

## Storia
Nel 2003 i paesi partecipanti diventano 26. Oltre ai paesi classificatisi nei primi 15 posti nel 2002 e ai Big Four, rientrano alcuni partecipanti passivi dell'anno precedente: Irlanda, Islanda, Norvegia, Paesi Bassi, Polonia e Portogallo. Per arrivare al numero di 26, a questi paesi si uniscono Austria, Grecia, Turchia (ripescati fra i partecipanti passivi del 2003) e l'Ucraina che partecipa per la prima volta. Pausa di un anno per Danimarca, Finlandia, Lituania, Ex Repubblica Iugoslava di Macedonia e Svizzera. Il tema dominante dello spettacolo di quest'anno è stato “Un appuntamento magico”. La green room, per la prima volta, non è in un luogo adiacente al palco, ma sul palco stesso. Il Belgio partecipa, e si classifica al secondo posto, con un brano scritto in una lingua immaginaria. Per la prima volta il Regno Unito non ottiene nemmeno un punto e si classifica all'ultimo posto.
La vittoria va alla Turchia grazie a Sertab Erener e al brano Every way that i can.

## Stati partecipanti

Paesi partecipanti
Paesi che hanno partecipato in passato ma non hanno partecipato nel 2003

Paesi partecipanti
     Paesi che hanno partecipato in passato ma non hanno partecipato nel 2003
| Stato                    | Artista              | Brano                             | Lingua                  | Processo di selezione                                                                   |
| ------------------------ | -------------------- | --------------------------------- | ----------------------- | --------------------------------------------------------------------------------------- |
| Austria                  | Alf Poier            | Weil der Mensch zählt             | Tedesco della Stiria    | Finale nazionale                                                                        |
| Belgio                   | Urban Trad           | Sanomi                            | Immaginaria             | Interno                                                                                 |
| Bosnia ed Erzegovina     | Mija Martina         | Ne brini                          | Croato, inglese         | BH Eurosong 2003                                                                        |
| Cipro                    | Stelios Kōnstantas   | Feeling Alive                     | Inglese                 | Interno                                                                                 |
| Croazia                  | Claudia Beni         | Više nisam tvoja                  | Croato, inglese         | Dora 2003, 9 marzo 2003                                                                 |
| Estonia                  | Ruffus               | Eighties Coming Back              | Inglese                 | Eurolaul 2003, 8 febbraio 2003                                                          |
| Francia                  | Louisa Baïleche      | Monts et merveilles               | Francese                | Interno                                                                                 |
| Germania                 | Lou                  | Let's Get Happy                   | Inglese                 | Countdown Grand Prix 2003, 7 marzo 2003                                                 |
| Grecia                   | Mando                | Never Let You Go                  | Inglese                 | Ellinikós Telikós 2003, 26 febbraio 2003                                                |
| Irlanda                  | Mickey Joe Harte     | We've Got the World               | Inglese                 | You're A Star 2003, 8 marzo 2003                                                        |
| Islanda                  | Birgitta Haukdal     | Open Your Heart                   | Inglese                 | Söngvakeppni Sjónvarpsins 2003, 15 febbraio 2003                                        |
| Israele                  | Lior Narkis          | Words for Love                    | Ebraico, inglese        | Interno per l'artista, 16 novembre 2002; Finale nazionale per il brano, 23 gennaio 2003 |
| Lettonia (organizzatore) | F.L.Y.               | Hello from Mars                   | Inglese                 | Eirodziesma 2003, 1º febbraio 2003                                                      |
| Malta                    | Lynn Chircop         | To Dream Again                    | Inglese                 | Malta Song for Europe 2003, 8 febbraio 2003                                             |
| Norvegia                 | Jostein Hasselgård   | I'm Not Afraid to Move On         | Inglese                 | Melodi Grand Prix 2003, 1º marzo 2003                                                   |
| Paesi Bassi              | Esther Hart          | One More Night                    | Inglese                 | Nationaal Songfestival 2003, 1º marzo 2003                                              |
| Polonia                  | Ich Troje            | Keine Grenzen – Żadnych granic    | Tedesco, polacco, russo | Krajowe Eliminacje do Konkursu Piosenki Eurowizji 2003, 25 gennaio 2003                 |
| Portogallo               | Rita Guerra          | Deixa-me sonhar (só mais uma vez) | Portoghese, inglese     | Festival da Canção 2003, 2 marzo 2003                                                   |
| Regno Unito              | Jemini               | Cry Baby                          | Inglese                 | A Song For Europe 2003, 2 marzo 2003                                                    |
| Romania                  | Nicola               | Don't Break My Heart              | Inglese                 | Selecția Națională 2003                                                                 |
| Russia                   | t.A.T.u.             | Ne ver', ne bojsja                | Russo                   | Interno, 19 marzo 2003                                                                  |
| Slovenia                 | Karmen Stavec        | Nanana                            | Inglese                 | EMA 2003, 15 febbraio 2003                                                              |
| Spagna                   | Beth                 | Dime                              | Spagnolo                | Operación Triunfo 2002, 17 febbraio 2003                                                |
| Svezia                   | Fame                 | Give Me Your Love                 | Inglese                 | Melodifestivalen 2003, 15 marzo 2003                                                    |
| Turchia                  | Sertab Erener        | Everyway That I Can               | Inglese                 | Interno                                                                                 |
| Ucraina                  | Oleksandr Ponomar'ov | Hasta la vista                    | Inglese                 | Interno                                                                                 |

## Struttura di voto
Ogni paese premia con dodici, dieci, otto e dal sette all'uno, punti per le proprie dieci canzoni preferite.

## Orchestra
Gli artisti cantano su basi musicali.

## Classifica
I paesi in grassetto, si qualificano automaticamente per la finale dell'Eurovision Song Contest 2004.
| N° | Stato                | Cantante             | Canzone                           | Punti | Posizione |
| -- | -------------------- | -------------------- | --------------------------------- | ----- | --------- |
| 01 | Islanda              | Birgitta Haukdal     | Open Your Heart                   | 81    | 8         |
| 02 | Austria              | Alf Poier            | Weil der mensch zählt             | 101   | 6         |
| 03 | Irlanda              | Mickey Harte         | We've Got the World               | 53    | 11        |
| 04 | Turchia              | Sertab Erener        | Everyway That I Can               | 167   | 1         |
| 05 | Malta                | Lynn Chircop         | To Dream Again                    | 4     | 25        |
| 06 | Bosnia ed Erzegovina | Mija Martina         | Ne brini                          | 27    | 16        |
| 07 | Portogallo           | Rita Guerra          | Deixa-me sonhar (só mais una vez) | 13    | 22        |
| 08 | Croazia              | Claudia Beni         | Više nisam tvoja                  | 29    | 15        |
| 09 | Cipro                | Stelios Kōnstantas   | Feeling Alive                     | 15    | 20        |
| 10 | Germania             | Lou                  | Let's Get Happy                   | 53    | 11        |
| 11 | Russia               | t.A.T.u.             | Ne ver', ne bojsja                | 164   | 3         |
| 12 | Spagna               | Beth                 | Dime                              | 81    | 8         |
| 13 | Israele              | Lior Narkis          | Milim la'ahava (Words for Love)   | 17    | 19        |
| 14 | Paesi Bassi          | Esther Hart          | One More Night                    | 45    | 13        |
| 15 | Regno Unito          | Jemini               | Cry Baby                          | 0     | 26        |
| 16 | Ucraina              | Oleksandr Ponomar'ov | Hasta la vista                    | 30    | 14        |
| 17 | Grecia               | Mando                | Never Let You Go                  | 25    | 17        |
| 18 | Norvegia             | Jostein Hasselgård   | I'm Not Afraid to Move On         | 123   | 4         |
| 19 | Francia              | Louisa Baïleche      | Monts et merveilles               | 19    | 18        |
| 20 | Polonia              | Ich Troje            | Keine Grenzen - Żadnych granic    | 90    | 7         |
| 21 | Lettonia             | F.L.Y.               | Hello from Mars                   | 5     | 24        |
| 22 | Belgio               | Urban Trad           | Sanomi                            | 165   | 2         |
| 23 | Estonia              | Ruffus               | Eighties Coming Back              | 14    | 21        |
| 24 | Romania              | Nicola               | Don't Break My Heart              | 73    | 10        |
| 25 | Svezia               | Fame                 | Give Me Your Love                 | 107   | 5         |
| 26 | Slovenia             | Karmen Stavec        | Nanana                            | 7     | 23        |

12 punti
| N. | A                    | Da                                                |
| -- | -------------------- | ------------------------------------------------- |
| 5  | Russia               | Croazia, Estonia, Lettonia, Slovenia, Ucraina     |
| 4  | Turchia              | Austria, Belgio, Bosnia e Erzegovina, Paesi Bassi |
| 3  | Belgio               | Francia, Polonia, Spagna                          |
| 3  | Norvegia             | Irlanda, Islanda, Svezia                          |
| 2  | Islanda              | Malta, Norvegia                                   |
| 2  | Spagna               | Israele, Portogallo                               |
| 1  | Bosnia ed Erzegovina | Turchia                                           |
| 1  | Cipro                | Grecia                                            |
| 1  | Grecia               | Cipro                                             |
| 1  | Irlanda              | Regno Unito                                       |
| 1  | Polonia              | Germania                                          |
| 1  | Romania              | Russia                                            |
| 1  | Svezia               | Romania                                           |

## Marcel Bezençon Awards
I vincitori sono stati:
- Press Award:  Turchia
- Artistic Award:  Paesi Bassi
- Fan Award:  Spagna

## Trasmissione in Italia
Anche se non era presente, l'Italia ha trasmesso l'evento sulla TV satellitare GAY.tv, con il commento di Fabio Canino e Paolo Quilici.